# Stachytarpheta strigosa
Stachytarpheta strigosa är en verbenaväxtart som beskrevs av Vahl. Stachytarpheta strigosa ingår i släktet Stachytarpheta och familjen verbenaväxter. Inga underarter finns listade i Catalogue of Life.